# نبرد زلاقه
نبرد زلاقه (به عربی: معرکة الزلاقة) یا نبرد ساگراخاس (به اسپانیایی: Batalla de Sagrajas) نبردی بین مرابطون به رهبری یوسف بن تاشفین و آلفونسوی ششم پادشاه کاستیا بود. طوایف مختلف اندلس و مرابطون که معمولاً به فرمان جهاد با همدیگر می‌جنگیدند، در این نبرد برای مقابله با مسیحیان متحد شدند. مسلمانان محلی را که این نبرد اتفاق افتاد را الزلاقة به معنای «زمین لغزنده» نامیدند؛ چراکه به دلیل وضعیت نامناسب ناشی از حجم زیاد خون ریخته شده در آن روز، زمین لغزنده شده بود.
پس از آن که آلفونسو ششم سال ۱۰۸۵ میلادی تولدو را تصرف کرد، مسلمان اندلس از یوسف بن تاشفین، امیر بربرهای مرابطون در شمال آفریقا درخواست کمک کردند. این تاشفین سال ۱۰۸۶ میلادی در کرانه آلخسیراس (الجزیره) در غرب جبل‌الطارق پیاده شد و از راه سویا (اِشْبیلیّه) و باداخوس (بطلیوس) به سمت شمال رفت. قوای ابن تاشقین روز ۲۳ اکتبر سال ۱۰۸۶ میلادی در زلاقه (سالاکا) با سپاهیان آلفونسو رو در رو شد. نیروی مسیحی عمدتاً متشکل از پیاده‌نظام، برتری عددی آشکاری داشت اما از تحرک‌پذیری و نظام لازم برخوردار نبود. سواران پرسرعت بربر شکست سختی بر اسپانیایی‌ها تحمیل کردند. خود آلفونسو به دشواری از این مهلکه جان به در برد. پس از این نبرد، ابن تاشفین ۲۰ سال مقتدرانه بر نیمه جنوبی اسپانیا حکمرانی کرد.